# Болон
Боло́н (фр. Beaulon) — коммуна во Франции, находится в регионе Овернь. Департамент коммуны — Алье. Входит в состав кантона Шевань. Округ коммуны — Мулен.
Код INSEE коммуны — 03019.

## Население
Население коммуны на 2008 год составляло 1612 человек.
| 1962 | 1968 | 1975 | 1982 | 1990 | 1999 | 2008 |
| ---- | ---- | ---- | ---- | ---- | ---- | ---- |
| 1719 | 1738 | 1767 | 1768 | 1744 | 1560 | 1612 |

## Экономика
В 2007 году среди 985 человек в трудоспособном возрасте (15—64 лет) 697 были экономически активными, 288 — неактивными (показатель активности — 70,8 %, в 1999 году было 65,5 %). Из 697 активных работали 653 человека (369 мужчин и 284 женщины), безработных было 44 (15 мужчин и 29 женщин). Среди 288 неактивных 48 человек были учениками или студентами, 122 — пенсионерами, 118 были неактивными по другим причинам.

## Достопримечательности
- Замок маркиза де Монпе. Исторический памятник